# Sérifontaine
Sérifontaine település Franciaországban, Oise megyében. Lakosainak száma 2798 fő (2022. január 1.). Sérifontaine Amécourt, Bazincourt-sur-Epte, Le Coudray-Saint-Germer, Éragny-sur-Epte, Flavacourt, Lalande-en-Son és Talmontiers községekkel határos.

## Népesség
A település népessége az elmúlt években az alábbi módon változott:
| Lakosok száma | 2922 | 2812 | 2793 | 2755 | 2742 | 2739 | 2759 | 2778 | 2798 |
|               | 2013 | 2015 | 2016 | 2017 | 2018 | 2019 | 2020 | 2021 | 2022 |